# 大丈夫 (張宇專輯)
大丈夫，是臺灣男歌手兼唱作人張宇的第十三張專輯，在2003年3月1日正式發行。
2003年－【大丈夫】由喜得製作，EMI發行。
- 01.四百龍銀

- 02.荒廢

- 03.要是

- 04.傻瓜與野丫頭

- 05.天使回來吧

- 06.大丈夫

- 07.離開

- 08.功德圓滿

- 09.寂寞聖賢

- 10.還早

- 11.我的力量

## 所獲獎項
- 2003 十大最佳單曲 張宇《四百龍銀》百代唱片